# Liga ASOBAL 2012-2013
La Liga ASOBAL 2012 - 2013 è stata la 62ª edizione del torneo di primo livello del campionato spagnolo di pallamano maschile.

Esso venne organizzato dalla RFEMB.

La competizione è iniziata il 7 settembre 2012 e si è conclusa il 25 maggio 2013.

Il torneo fu vinto dall'FC Barcellona per la 20ª volta nella sua storia.

A retrocedere in División de Honor Plata 2013-2014 furono la Sociedad Deportiva Octavio e l'ARS Palma del Río.

## Formula del torneo
Il campionato si svolse tra 16 squadre che si affrontarono con la formula del girone unico all'italiana con partite di andata e ritorno.

Per ogni incontro i punti assegnati in classifica sono così determinati:
- due punti per la squadra che vinca l'incontro;
- un punto per il pareggio;
- zero punti per la squadra che perda l'incontro.

La squadra 1ª classificata al termine del campionato fu proclamata campione di Spagna.

## Squadre partecipanti
| Città           | Club            | Palasport                           | Stagione precedente                           |
| --------------- | --------------- | ----------------------------------- | --------------------------------------------- |
| Aranda de Duero | Villa de Aranda | Polideportivo Príncipe de Asturias  | 5° in División de Honor Plata 2011-2012       |
| Barcellona      | Barcellona      | Palau Blaugrana                     | Campione di Spagna                            |
| Cangas          | Cangas          | Pabellón Municipal O Gatañal        | 3° in División de Honor Plata 2011-2012       |
| Cuenca          | Cuenca          | Pabellón Municipal El Sargal        | 6° in Liga ASOBAL 2011-2012                   |
| Guadalajara     | Guadalajara     | Palacio Multiusos de Guadalajara    | 14° in Liga ASOBAL 2011-2012                  |
| Granollers      | Granollers      | Palacio de Deportes de Granollers   | 8° in Liga ASOBAL 2011-2012                   |
| Huesca          | Huesca          | Palacio Municipal de Deportes       | 11° in Liga ASOBAL 2011-2012                  |
| León            | Ademar León     | Palacio de los Deportes de León     | 3° in Liga ASOBAL 2011-2012                   |
| Logroño         | Logroño         | Palacio de los Deportes de La Rioja | 7° in Liga ASOBAL 2011-2012                   |
| Madrid          | Atlético Madrid | Palacio de Vistalegre               | 2° in Liga ASOBAL 2011-2012                   |
| Palma del Río   | Palma del Río   | El Pandero                          | 2° in División de Honor Plata 2011-2012       |
| Pamplona        | Anaitasuna      | Pabellón Anaitasuna                 | 12° in Liga ASOBAL 2011-2012                  |
| Sagunto         | Puerto Sagunto  | Pabellón Municipal inter-núcleos    | 16° in Liga ASOBAL 2011-2012 - Rip. Cantabria |
| Saragozza       | Aragona         | Pabellón Príncipe Felipe            | 5° in Liga ASOBAL 2011-2012                   |
| Valladolid      | Valladolid      | Polideportivo Huerta del Rey        | 4° in Liga ASOBAL 2011-2012                   |
| Vigo            | Octavio         | Complejo Deportivo de As Travesas   | 13° in Liga ASOBAL 2011-2012                  |

## Classifica
|                   | Pos. | Squadra             | Pt | G  | V  | N | S  | GF   | GS  | D    | Note / Qualificazioni                           |
| ----------------- | ---- | ------------------- | -- | -- | -- | - | -- | ---- | --- | ---- | ----------------------------------------------- |
| Spagna (bandiera) | 1.   | Barcellona (C) (A)  | 58 | 30 | 29 | 0 | 1  | 1019 | 679 | +340 | Fase a gironi Champions League 2013-14          |
|                   | 2.   | Atlético Madrid (S) | 49 | 30 | 24 | 1 | 5  | 916  | 791 | +125 | Fase a gironi Champions League 2013-14          |
|                   | 3.   | Logroño             | 42 | 30 | 20 | 2 | 8  | 880  | 821 | +59  | Fase a gironi Champions League 2013-14          |
|                   | 4.   | Ademar León         | 38 | 30 | 18 | 2 | 10 | 834  | 763 | +71  | 3º turno EHF Cup 2013-14                        |
|                   | 5.   | Aragona             | 38 | 30 | 18 | 2 | 10 | 906  | 870 | +36  | 2º turno EHF Cup 2013-14                        |
|                   | 6.   | Granollers          | 33 | 30 | 15 | 3 | 12 | 820  | 795 | +25  |                                                 |
|                   | 7.   | Anaitasuna          | 30 | 30 | 13 | 4 | 13 | 801  | 810 | -9   |                                                 |
|                   | 8.   | Huesca              | 28 | 30 | 12 | 4 | 14 | 822  | 824 | -2   |                                                 |
|                   | 9.   | Puerto Sagunto      | 25 | 30 | 11 | 3 | 16 | 738  | 822 | -84  |                                                 |
|                   | 10.  | Cuenca              | 25 | 30 | 11 | 3 | 16 | 789  | 821 | -32  |                                                 |
|                   | 11.  | Villa de Aranda (N) | 22 | 30 | 9  | 2 | 17 | 755  | 820 | -65  |                                                 |
|                   | 12.  | Valladolid          | 22 | 30 | 10 | 2 | 18 | 780  | 850 | -70  |                                                 |
|                   | 13.  | Guadalajara         | 20 | 30 | 9  | 2 | 19 | 795  | 861 | -66  |                                                 |
|                   | 14.  | Cangas (N)          | 19 | 30 | 9  | 1 | 20 | 761  | 862 | -101 |                                                 |
|                   | 15.  | Octavio             | 19 | 30 | 8  | 3 | 19 | 801  | 906 | -105 | Retrocesso in División de Honor Plata 2013-2014 |
|                   | 15.  | Palma del Río (N)   | 12 | 30 | 5  | 2 | 23 | 744  | 866 | -122 | Retrocesso in División de Honor Plata 2013-2014 |

Legenda:
- (C): Campioni in carica
- (S): Detentore Coppa del Re
- (A): Detentore Coppa ASOBAL
- (N): Neopromosse

## Campioni
| Campione di Spagna 2012-2013 |
| ---------------------------- |
| FC Barcellona 20º titolo     |

## Classifica marcatori
Di seguito viene riportata la classifica dei primi 3 miglior realizzatori del torneo.
| Pos. | Nazione                       | Nome            | Club            | Reti |
| ---- | ----------------------------- | --------------- | --------------- | ---- |
| 1    | Spagna (bandiera)             | Alex Dujshebaev | Aragona         | 198  |
| 2    | Spagna (bandiera)             | Enrique Plaza   | Villa de Aranda | 179  |
| 3    | Macedonia del Nord (bandiera) | Kiril Lazarov   | Atlético Madrid | 156  |